# Покер із гральними кісточками

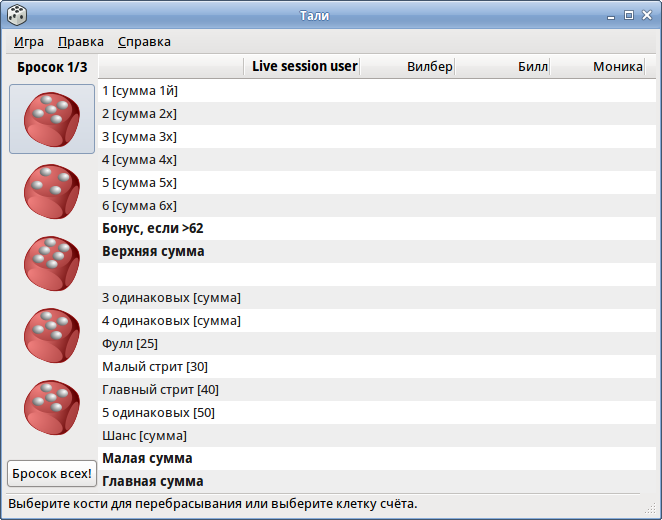
Комп'ютерна версія Покеру із гральними кубиками — «Tali» з набору ігор GNOME Games

Покер із гральними кісточками (англ. Yahtzee) — азартна гра в кісточки. У неї можна грати групою від двох осіб, оптимальна кількість гравців — чотири. Для гри використовують 5 кубиків із числовими значеннями від 1 до 6. Залежно від ігрової ситуації одночасно викидаються від одного до п'яти кубиків. За виконання певних комбінацій гравці отримують очки. Усі комбінації та результати їх виконання записуються до таблиці. Мета гри — набрати найбільшу суму очок.

## Правила гри
Гра складається із двох етапів. На першому (який ще називають «обов'язковою грою») всі викидають гральні кубики, намагаючись отримати три чи більше кісточок одного значення. Кожному на це відводиться по три спроби. Після першого кидка кісточки для задуманої комбінації відкладаються убік, а кісточки, що залишилися, викидаються знову. В наступних кидках можлива зміна обраної комбінації, при цьому також дозволяється кидати кісточки, що були відкладені раніше. Після кожного кидка можна змінити задуману комбінацію. Після виконання трьох кидків результат заноситься до таблиці. Якщо випали три кісточки однакового значення, то просто зазначається, що комбінація виконана, якщо менше або більше трьох, то різниця, помножена на гідність кісточки, заноситься в таблицю зі знаком мінус або плюс. Приклад таблиці:
- одиниці -1, наприклад, 1, 1, 2, 3, 6
- двійки — 0, наприклад, 2, 2, 2, 3, 5
- трійки — +3, наприклад, 3, 3, 3, 3, 4
- четвірки — 0, наприклад, 1, 4, 4, 4, 5
- п'ятірки — -5, наприклад, 2, 3, 5, 5, 6
- шістки — +6, наприклад, 1, 6, 6, 6, 6

Після того, як всі гравці завершили перший етап, підбивається проміжний підсумок. Якщо у гравця, що грає, сума більше або дорівнює нулю, то йому додається +50 очок.
На другому етапі гравці повинні виконувати такі комбінації:
- пара — дві кісточки однакового значення, наприклад, 2, 2
- дві пари — дві кісточки одного значення та дві кісточки іншого значення, наприклад, 3, 3 та 6, 6
- трійка — три кісточки однакового значення, наприклад, 1, 1, 1
- малий стріт — послідовність чотирьох кісточок 1, 2, 3, 4 або 2, 3, 4, 5 або 3, 4, 5, 6
- великий стріт — послідовність п'яти кісточок 1, 2, 3, 4, 5 або 2, 3, 4, 5, 6
- пар — п'ять кісточок з парною кількістю точок 2, 2, 4, 4, 6 або 2, 2, 2, 4, 6
- нечет — п'ять кісточок з непарною кількістю точок 1, 3, 3, 5, 5 або 1, 1, 1, 1, 5
- фул хаус — «пара» плюс «сет», наприклад, 1, 1, 3, 3, 3
- каре — чотири кісточки однакового значення, наприклад, 4,4,4,4
- покер — п'ять кісточок однакового значення, наприклад, 5, 5, 5, 5, 5
- шанс — п'ять кісточок будь-якого значення, наприклад, 1, 2, 4, 5, 6.

Очки на другому етапі нараховуються шляхом підсумовування кісточок, що випали. Якщо комбінацію було отримано з першого кидка, то сума подвоюється (окрім «шансу»). Так, наприклад, за комбінацію «дві пари», з двома трійками і двома шістками, в загальному випадку нараховується 3+3+6+6=18 очок, а з першого кидка — 36. За виконання покеру надається додатково 50 очок. Якщо жодна комбінація за три кидки не виконана, то в графі будь-якої з комбінацій, що залишилися, ставиться прочерк, від'ємних очок на другому етапі немає.
Після закінчення другого етапу проводиться остаточний підрахунок очок. Далі очки всіх гравців складаються, підраховується середнє. Віднімаючи середнє з очок гравця, визначають виграш чи програш кожного.
Для того, щоб вдало робити ставки, важливо використовувати можливість підстрахування. Крім того, варто керуватися частотою випадання тих чи інших поєднань. На відміну від рулетки, тут можна орієнтуватися не на найближчу статистику, а на загальні дані, встановлені для комбінацій із двох кісточок:
- поєднання, що утворюють сімки, випадають із ймовірністю 6:36;
- шістки та вісімки — 5:36;
- п'ятірки та дев'ятки — 4:36;
- четвірки та десятки — 3:36;
- три та одинадцять — 2:36;
- два та дванадцять — 1:36.

Попередньо вираховуючи наведені вище ймовірністі формування тієї чи іншої суми, можна робити більш менш безпечні і точні ставки. Виграші за такі поєднання будуть меншими, проте ймовірність отримати нагороду — більша.

## Різновиди
- Варіант, коли на першому етапі ведеться просто виконання обов'язкових комбінацій, додаткові очки не нараховуються. Але враховуються невикористані спроби, які потім можна буде використовувати на другому етапі або після закінчення гри отримати по 3 додаткові очки за кожну невикористану спробу. Премія в 30 очок також дається за умови виконання комбінації «каре».
- Варіант, у якому грає будь-яка комбінація з таблиці, на розсуд гравця. При грі обов'язкових комбінацій (одиниці, двійки, трійки, четвірки, п'ятірки і шістки), враховується сума кісточок, що видали потрібне значення. Наприклад, якщо випало 2,2,2,4,5 — то в двійки можна записати 2*3=6, у четвірки — 4*1=4, у п'ятірки — 5*1=5, у комбінацію трійку однакових записується сума 2+ 2+2+4+5=15. У решту поля таблиці (крім Шансу), у разі не зіграної комбінації, записується нуль. Комбінації приносять кількість очок, що випала на кісточках, виконання Покер завжди приносить 50 очок незалежно від значення. Короткий стріт завжди приносить 25 очок. Довгий стріт завжди приносить 30 очок. Комбінації за винятком «Піч» і «Ніч».
- Існує варіант гри, в якій кожен гравець кидає всі п'ять гральних кісточок, після чого він може заявити, що задоволений результатами або перекинути будь-яку кількість кісточок (від однієї до п'яти). Після другого кидка у нього знову є вибір — прийняти отриману комбінацію або знову перекинути кісточки, причому він не має права чіпати ті кісточки, які залишилися незайманими після першого скидання. Таким чином, кожен гравець має три спроби зібрати найбільш вигідну комбінацію. Після третього скидання незалежно від результату хід переходить до гравця, що сидить зліва. Наприкінці кола, коли всі гравці зробили свої ходи, виграє той, у кого виявиться найвища комбінація.
- Є варіант, при якому перші три ходи йдуть в обов'язковий етап, а решта — на розсуд гравця (тобто далі він після збору комбінації вирішує, чи записати її в обов'язковий етап, чи вільний). В кінці гри окуляри, набрані в обов'язковій грі, підсумовуються окремо, і якщо їхня сума менша за 0, вона множиться на 10. Крім того, за зібрані комбінації з вільної частини, крім пари, двох пар та трійки, даються додаткові очки, фіксована кількість за кожну комбінацію.

Можливі наступні комбінації (в порядку спадання):
1. Покер — п'ять кісточок одного виду
2. Каре — чотири кісточки одного виду
3. Фулл хаус — три кісточки одного виду + пара
4. Стріт — послідовність з 5 кісточок
5. Трійка — три кісточки одного виду
6. Дві пари — дві кісточки одного виду та дві кісточки іншого виду
7. Пара — дві кісточки одного виду
8. Найвище очко — у випадку, якщо в жодного з гравців не випала покерна комбінація, виграє гравець з найвищою сумою некомбінаційних очок, що випали на гральних кісточках.

Якщо комбінації двох гравців однакові (наприклад, у двох гравців «каре»), то виграє той у кого на кісточках випало більше очок. Якщо гравці мають однакові комбінації, то вони розігрують партію один з одним.
- Правила німецького варіанта (кніфель) також відрізняються від наведених[джерело?].

## Історія
Англійською мовою ця гра називається Yahtzee. Серед відомих різновидів виділяють німецький «Кніфель» (нім. Kniffel) та балканський «ямб» (англ. Yamb). Yahtzee є торговою маркою фірми Hasbro. Вважається, що під час відпочинку на яхті в морі канадська подружня пара вигадала свої правила і згодом звернулася до підприємця Едвіна Лоу з пропозицією розпочати масове виробництво задуманої гри. Той погодився і викупив авторське право на Yahtzee за 1000 умовних одиниць. Перша Yahtzee побачила світ в 1956 році під егідою компанії Едвіна з назвою ES Lowe. Через деякий час ES Lowe була поглинута і право на виробництво гри перейшло до компанії Milton Bradley, яка в 1984 році стала дочірнім підприємством Hasbro.

## У комп'ютерних іграх
Спрощена версія гри присутня в Action/RPG Відьмак і Відьмак 2: Вбивці королів .

## Розповсюдження гри
Популярність покеру на кісточках в першу чергу пов'язана з простотою правил та доступністю. Багато варіантів гри можна знайти в інтернеті, а симулятори легко завантажити на смартфон або планшет. Останнім часом Yahtzee набула розповсюдження не тільки в залах і казино. Вона також продається в стаціонарних та онлайн магазинах як розвага для всієї родини. Гра розвиває математичні здібності та допомагає тренувати пам'ять, що є особливо корисним для школярів. Також необхідно зазначити дешевизну покеру з кісточками. Для початку гри необхідно мати лише набір кубиків та картку з правилами. Значного розповсюдження цей варіант покеру також набув завдяки низці інтеграцій в популярних комп'ютерних іграх.

## Комп'ютерні реалізації
- Tali — у наборі ігор GNOME Games .
- Kiriki — у наборі ігор KDE Games .
- Yumb (1991) — заснована на ямбі, розробник Андрій Суботич (СФРЮ)[3]
- MegaYamb (1994 р.)) — заснована на ямбі, розробник Bradarich Software (Югославія)[3]
- Professional Yamb (1995) — заснована на ямбі, розробник Ognjasoft (Югославія)[3]